# Amadé aostai herceg (1943–2021)
Amadé aostai herceg (teljes nevén: Amedeo Umberto Costantino Giorgio Paolo Elena Maria Fiorenzo Zvonimir di Savoia; Firenze 1943. szeptember 27. – Arezzo 2021. június 1.) a Savoyai-házból származó olasz arisztokrata, Aosta ötödik hercege. A Savoyai-ház trónkövetelője volt, amely család 1861 és 1946 között uralkodott Olaszországban.

## Élete
A firenzei Villa della Cisternában született 1943. szeptember 23-án II. Tomiszláv horvát király és Irén görög és dán királyi hercegnő egyetlen gyermekeként. Anyja révén Viktória brit királynő ükunokája volt.
Születése előtt három héttel Olaszország megadta magát a  szövetségeseknek. Apja ekkor Horvátország királyjelöltje lemondott. Olaszország korábbi szövetségese, Németország katonai akciót indított az ország elfoglalására. Az újszülött herceget a nácik letartóztatták édesanyjával, nagynénjével és két unokatestvérével együtt, és egy ausztriai internálótáborba küldték. 
Négyéves volt, amikor apja a száműzetésben, Buenos Airesben meghalt.
A velencei Collegio Navale Morosiniben, majd Angliában tanult. A livornói Olasz Tengerészeti Akadémián szerzett diplomát és az olasz haditengerészet tisztje lett.
1964. július 22-én kötött házasságot másodunokatestvérével, Klaudia orléans-i hercegnővel a portugáliai Sintrában. 1976 júliusától éltek külön és 1982 április 26-án váltak el. Az egyházi házasságukat 1987. január 8-án érvénytelenítették. Három gyermekük született:
- Bianca (1966)
- Aimone (1967)
- Mafalda (1969)

1987. március 30-án a szicíliai Bagheriában kötött házasságot Silvia Paternò di Spedalottóval. (* 1953)
Van egy lánya, Maria Gabriella van Ellinkhuizen is, aki 2006-ban született Kyara van Ellinkhuizennel való kapcsolatából. 
2021. május 27-én hirtelen szívmegállással került kórházba Arezzóban, ahol azonnal meg is műtötték. Ezt követően hunyt el június 1-jén 77 éves korában.